# Дальмо, Марианне
Марианне Дальмо (норв. Marianne Dahlmo; род. 5 января 1965 года, Будё) — норвежская лыжница, призёрка Олимпийских игр и чемпионатов мира, победительница этапов Кубка мира.
В Кубке мира Дальмо дебютировала в 1984 году, в феврале 1986 года одержала первую победу на этапе Кубка мира. Всего имеет на своём счету 4 победы на этапах Кубка мира. Лучшим достижением Дальмо в общем итоговом зачёте Кубка мира является 2-е место в сезоне 1985/86, в том сезоне в итоговом зачёте она уступила лишь одно очко обладательнице кубка Марьо Матикайнен.
На Олимпиаде-1988 в Калгари завоевала серебро в эстафетной гонке, кроме того заняла 9-е место в гонке на 5 км классикой и 8-е место в гонке на 20 км коньком.
За свою карьеру принимала участие в четырёх чемпионатах мира, на которых завоевала одну серебряную и одну бронзовую медали, обе в эстафетных гонках, в личных гонках не поднималась выше 5-го места.